# 2056
Năm 2056 (số La Mã: MMLVI). Trong lịch Gregory, nó sẽ là năm thứ 2056 của Công nguyên hay của Anno Domini; năm thứ 56 của thiên niên kỷ 3 và của thế kỷ 21; và năm thứ bảy của thập niên 2050.